# Maurizio Ganz
Maurizio Ganz (* 13. Oktober 1968 in Tolmezzo) ist ein ehemaliger italienischer Fußballspieler und heutiger Fußballtrainer.

## Spielerkarriere
Ganz begann seine Laufbahn im Jahr 1985 bei Sampdoria Genua. 1988 wechselte er zu Calcio Monza. Eine Saison später ging er zum AC Parma. Zur Saison 1990/91 zog es ihn zu Brescia Calcio. Zur Saison 1992/93 wechselte er zu Atalanta Bergamo. 1995 wechselte er zu Inter Mailand, mit denen er 1997 im UEFA-Pokalfinale am FC Schalke 04 scheiterte, dafür aber im gleichen Jahr Torschützenkönig dieses Bewerbs wurde.
In der Winterpause der Saison 1997/98 wechselte er zum Stadtrivalen AC Mailand. 1999 wurde er mit Milan italienischer Meister. In der Saison 1999/2000 wechselte er zum SSC Venedig, welchen er nach nur einem halben Jahr Richtung Atalanta Bergamo verließ. In der Saison 2001/02 spielte er für den AC Florenz, danach zwei Spielzeiten beim AC Ancona. 2004/05 nahm ihn der FC Modena unter Vertrag, 2005/06 spielte er dann für den AC Lugano in der Schweiz. Von 2006 bis 2007 stand er beim Viertligisten US Pro Vercelli unter Vertrag, wo er seine aktive Karriere ausklingen ließ.
1993 wurde er zweimal von Arrigo Sacchi in die italienische Nationalmannschaft berufen, allerdings nicht eingesetzt.

### Erfolge
Mit seinen Vereinen
- Italienischer Pokalsieger: 1987/88
- Italienischer Zweitligameister: 1991/92
- Italienischer Meister: 1998/99

Individuell
- Torschützenkönig der Serie B: 1991/92
- Torschützenkönig des UEFA-Pokals: 1996/97

## Trainerkarriere
Direkt im Anschluss an seine Spielerkarriere fing Ganz im Sommer 2007 seine Trainerkarriere in der Mailänder Fußballschule AS Masseroni Marchese an. Im Jahr 2015 absolvierte er die UEFA Pro-Level-Trainerlizenz. Nach mehreren Stationen bei unterklassigen Vereinen aus Italien und der Schweiz, übernahm er im Juni 2019 die Frauenabteilung der AC Mailand. Mit den Mailändern wurde er in der Saison 2020/21 Vizemeister und erreichte das Pokalfinale, welches allerdings die AS Rom im Elfmeterschießen gewinnen konnte. In der folgenden Spielzeit scheiterte die Frauenabteilung in der Qualifikation für die UEFA Women’s Champions League am FC Zürich und der TSG 1899 Hoffenheim. Unter Ganz gehörte Milan zu den besten Frauenteams in Italien, allerdings konnte in seiner Amtszeit kein Titel gewonnen werden. Nach einem schwachen Start in die Saison 2023/24 wurde Ganz Ende November 2023 durch den bisherigen Jugendtrainer Davide Corti abgelöst.